# Anton Leonard
Pour les articles homonymes, voir Leonard.
Pas d'image ? Cliquez ici

a Compétitions nationales et continentales officielles uniquement.

b Matchs officiels uniquement.
Dernière mise à jour le 7 octobre 2022.
 Anton Leonard, né le 31 mai 1974 à Durban (Afrique du Sud), est un joueur de rugby à XV qui a joué avec l'équipe d'Afrique du Sud. Il évolue au poste de troisième ligne centre (1,90 m pour 110 kg).

## Carrière

### En club et province
- Provinces
  - SWD Eagles
  - Blue Bulls
- Franchises
  - Stormers
  - Bulls

Il a disputé le Super 12 avec les Bulls, dix matchs en 2004 et onze en 2005.

### En équipe nationale
Il a disputé son premier test match le 17 juillet 1999 contre l'équipe d'Australie. Son dernier test match fut contre l'équipe d'Espagne, le 10 octobre 1999.
Il a joué un match de la Coupe du monde 1999.

## Palmarès
- 2 sélections avec l'équipe d'Afrique du Sud